# Атанас Косев
Атанас Недялков Косев е български композитор, автор на филмова и поп музика и поет.

## Биография
Роден е в град Русе на 10 март 1934 г. Като дете пее в хор. Завършва теоретичния факултет на Българската държавна консерватория през 1964 г. След това започва да работи като завеждащ редакция към БНР, главен редактор на редакция „Музика“ при БНТ (1978 – 1984), продуцент в БНР и БНТ. Той е основател и диригент на първия Младежки симфоничен оркестър в Русе (1952 г.). Композира забавни песни от 60-те години, като между първите му песни са: „Има страна“ (изп. Ст. Воронов) и „Малкият светъл прозорец“ (изп. „Щурците“). Атанас Косев е автор на мюзикъл, музикално-сценични творби за деца; произведения за симфоничен оркестър, камерна и хорова музика; театрална и филмова музика, както и на над 500 поп песни. Той е един от популярните български композитори на забавна музика през 1960-те и 1970-те години на ХХ век. Някои от известните му песни са „Добър ден, последна любов“, „Животът е красив“, „На Елвис“, „Моряци“, „Бъди до мен“, „Семеен спомен за Поморие“, „Ирина“, „Надежда“, „Каквато искаш ти бъди“, „Вечерница ти пак бъди“ и др. Многократно получава награди на „Златният Орфей“, Голямата награда „Златният Орфей“ за цялостен принос през 1998 г. и др. Негови песни участват успешно на международни конкурси и фестивали в Токио (Япония), Александрия (Египет), Касълбар (Ейре), фестивала „Нийуола“ (САЩ).
В началото на 80-те години на ХХ век песента „C’est la vie“, изпълнена от Лилиан Сен Пиер, става популярна в редица страни в Западна Европа и е издадена на грамофонна плоча. Песни на Атанас Косев са издавани от грамофонни фирми в Русия, САЩ, Япония, Белгия, ГДР, Финландия и др. Носител е на отличия на ЮНЕСКО и ФИДОФ, наградата на София (1968).
През 2009 г. Атанас Косев празнува 75-годишнината си с дебют в Музикалния театър – мюзикъла за деца и възрастни „Снежанка и седемте на джуджета“, по текст на Димитър Димитров.
През 90-те години на 20 век Атанас Косев започва активно да пише и стихове. До 2003 г. има издадени 8 стихосбирки. Автор е на 9 книги с поезия и разкази: „Монолози и притчи“, „Миниатюри и импресии“, „Реплики за хората“, „Адреналина и всичко останало“, „Преклонение пред идола“, „Свежа утрин – Морна привечер или Спинът броди незабелязан“, „Тщеславен ли е Бог“, „Птиците умират прави, а хората – сами“, „Бог е доброто в нас“ и „Една малка книжка – за приятели“.
През 2011 г. пише мемоарната си книга „Време е за блус!“ с приложен компактдиск към нея с 19 песни по музика на композитора.
Умира на 8 февруари 2021 г.

## Дискография
| Година | Албум                                                                  | Вид  | Издател     | Каталожен номер    |
| ------ | ---------------------------------------------------------------------- | ---- | ----------- | ------------------ |
| 1970   | „Забавни и танцови песни от Атанас Косев“                              | ЕP   | Балкантон   | ВТМ 6166           |
| 1971   | „Песни от Атанас Косев“                                                | ЕP   | Балкантон   | ВТМ 6536           |
| 1972   | „Песни за град Мичурин“                                                | SP   | Балкантон   | ВТК 2963           |
| 1973   | „Песни от Атанас Косев“                                                | SP   | Балкантон   | ВТК 3039           |
| 1975   | „Осветени пози“, мюзикъл                                               | 2 LP | Балкантон   | ВТА 1763, ВТА 1764 |
| 1978   | „За две ръце“/ „Светъл дъжд“                                           | SP   | Балкантон   | ВТК 3451           |
| 1981   | „Песни Атанаса Косева (Болгария)“, дългосвиреща плоча, издадена в СССР | LP   | Мелодия     | С60 16943 009      |
| 1982   | „Атанас Косев“                                                         | LP   | Балкантон   | ВСА 10564          |
| 1983   | „Атанас Косев. Избрани песни“                                          | LP   | Балкантон   | ВТА 11149          |
| 1985   | „Дядомразиада“, мюзикъл                                                | LP   | Балкантон   | ВЕА 11422          |
| 1985   | „Атанас Косев“                                                         | LP   | Балкантон   | ВКА 11661          |
| 1987   | „Се ля ви“, малка плоча, издадена в СССР                               | SP   | Мелодия     | С62 24301 006      |
| 1988   | „Мирный день“                                                          | SP   | Балкантон   | ВТК 3939           |
| 1996   | „Осветени пози“, мюзикъл                                               | МС   | Балкантон   | ВТМС 7740          |
|        | „Снежанка и седемте джуджета“, опера                                   | МС   | Балкантон   | ВОМС 7748          |
| 2011   | „Време е за блус!“                                                     | CD   | Изток-Запад |                    |

## Филмография
- 1973 – „Аероплани“
- 1974 – „Алруна, после морето и накрая бомбето“
- 1977 – „Баш майсторът на море“
- 1978 – „100 тона щастие“
- 1980 – „Баш майсторът на екскурзия“
- 1983 – „Баш майсторът началник“
- 2007 – „One Short Story“

## Награди и отличия
- 1968 – награда на София за музика
- 1971 – награда на жури и публика на фестивала в Александрия, Египет
- 1972 – почетен знак на „Ямаха фестивал“ в Токио, Япония
- 1975 – награди на жури и публика на фестивал в Костелбар, Ирландия
- 1979, 1998 – голямата награда на фестивала „Златният Орфей“
- 1981 – голяма награда за най-добра песен Ню Уолън, САЩ
- 1982 – награда на Съюза на българските композитори
- 1982, 2000 – голямата награда на конкурса за детска песен „Сладкопойна чучулига“ в Бургас, както и награда на фестивала „Бургас и морето“ за песента „Поморие“
- 1997 – „Златното перо“ Класик FM радио и галерия „Макта“
- 1999 – първа награда от конкурс за забавна песен във Варна
- 2004 – награда от „Музикаутор“
- 2005 – награда „Златен век“ – сребърен плакет с печат на образа на цар Симеон I от Министерството на културата
- 2006 – голямата награда за най-добра песен на годината „На Елвис Пресли“ в световната класация „Билборд 2006“ от президента на класацията Джим Халисей, САЩ[3]

Включен е в издание на международния справочник-енциклопедия за бележити личности от целия свят, издаден в Северна Каролина, САЩ. Включен е и в „Wh's Who“, Америка и Великобритания. Носител на почетен златен медал за заслуги към Америка, орден „Кирил и Методий“ – I степен и почетен диплом от ЮНЕСКО.